# Aphelaria portentosa
Aphelaria portentosa är en svampart som först beskrevs av Berk. & Broome, och fick sitt nu gällande namn av R.H. Petersen 1978. Aphelaria portentosa ingår i släktet Aphelaria och familjen Aphelariaceae.   Inga underarter finns listade i Catalogue of Life.